# Ритм (стихотворный)
В поэзии под термином «ритм» понимают одно из следующего:
- общая упорядоченность звукового строения стихотворной речи; частным случаем ритма в этом значении является метр;
- реальное звуковое строение конкретной стихотворной строки в противоположность отвлеченной метрической схеме; в этом значении, наоборот, ритм является частным случаем («ритмической формой», «вариацией», «модуляцией») метра и стихотворного размера.